# Devotion (伊藤静のアルバム)
『Devotion』（ディボーション）は、伊藤静の1枚目のミニアルバム。2010年4月21日にMellowHeadから発売された。

## 概要
伊藤の初のミニアルバムで、2009年12月からリリースされた配信限定楽曲が収録されている。
「ラストオーダー」のPVを収めたDVDが同梱されており、PVでは入浴シーンを披露している。DVDには「ラストオーダー」のPVとボーナストラックとしてPVとジャケット製作のメイキング映像が収録されている。
収録曲の全楽曲の作詞はゆうまおが手掛けている。

## 批評
CDジャーナルは、「ボーカリストとしての実力を再確認することが出来る作品。」と批評した。

## 収録曲
（全作詞：ゆうまお）
1. やさしい両手 [4:26] 
作曲・編曲：渡辺拓也
2. ラストオーダー [5:25] 
作曲・編曲：渡辺拓也
3. いいでしょ [4:52] 
作曲：ゆうまお、編曲：渡辺拓也
4. リフレイン [4:42] 
作曲：ゆうまお、編曲：渡辺拓也
5. Happy Ending [4:20] 
作曲：SHIBU、編曲：川端良征
6. あいことば [4:40] 
作曲：森浩太、編曲：川端良征

## DVD
1. ラストオーダー（Music Clip DVD）
2. ラストオーダー Music Clip メイキング（Bonus track）
3. ジャケット製作メイキング（Bonus track）